# Adriano Caprioli
Adriano Caprioli (Solbiate Olona, 16 maggio 1936) è un vescovo cattolico italiano, dal 29 settembre 2012 vescovo emerito di Reggio Emilia-Guastalla.

## Biografia
Nasce a Solbiate Olona, in provincia di Varese ed arcidiocesi di Milano, il 16 maggio 1936.

### Formazione e ministero sacerdotale
Compie i suoi studi presso il Seminario arcivescovile di Milano; il 28 giugno 1959 è ordinato presbitero, nella cattedrale di Milano, dal cardinale Giovanni Battista Montini (poi papa Paolo VI).
Perfeziona gli studi a Roma, dove è alunno del Pontificio seminario lombardo, e si laurea in teologia presso la Pontificia Università Gregoriana, nel 1961.
Rientrato nell'arcidiocesi ambrosiana, è per molti anni docente di teologia sistematica e spirituale e di liturgia, presso i seminari di Masnago, dal 1961 al 1972, e di Venegono Inferiore, dal 1972 al 1993. Dal 1979 al 1993 ricopre l'incarico di direttore dell'Istituto Superiore di Studi Religiosi e guida la "Fondazione Ambrosiana Paolo VI" di Villa Cagnola a Gazzada; ne segue a lungo le attività, anche come presidente del comitato permanente. Il 24 aprile 1987 è nominato monsignore con il titolo di cappellano di Sua Santità.
Dal 1993 è prevosto della basilica di San Magno a Legnano, mentre dal 1996 è anche decano del decanato di Legnano; ricopre entrambi i ruoli fino alla nomina episcopale.

### Ministero episcopale
Il 27 giugno 1998 papa Giovanni Paolo II lo nomina vescovo di Reggio Emilia-Guastalla; succede a Giovanni Paolo Gibertini, dimessosi per raggiunti limiti di età. Il 12 settembre successivo riceve l'ordinazione episcopale, nella cattedrale di Milano, dal cardinale Carlo Maria Martini, co-consacranti l'arcivescovo Pasquale Macchi e il vescovo Giovanni Paolo Gibertini. Il 20 settembre prende possesso canonico della diocesi.
È presidente del Comitato per i congressi eucaristici nazionali dal 2000 al 2005.
Il 17 febbraio 2006 annuncia la nomina del rettore del seminario vescovile diocesano Lorenzo Ghizzoni a vescovo ausiliare di Reggio Emilia-Guastalla, «venendo così incontro alle crescenti esigenze che il ministero episcopale chiedeva per la crescita armonica del gregge» a lui affidato.
Durante il suo episcopato viene avviato e portato a termine, nel novembre 2008, il restauro del duomo di Reggio Emilia, dedicato a Santa Maria Assunta.
Il 29 settembre 2012 papa Benedetto XVI accoglie la sua rinuncia, presentata per raggiunti limiti di età; gli succede Massimo Camisasca, fino ad allora superiore generale della Fraternità sacerdotale dei missionari di San Carlo Borromeo. Rimane amministratore apostolico fino all'ingresso del successore, avvenuto il 16 dicembre successivo.
Da vescovo emerito risiede nella canonica della parrocchia di Santa Teresa a Reggio Emilia, dove collabora presiedendo varie celebrazioni liturgiche e amministrando i sacramenti, in particolare la confermazione.

## Genealogia episcopale e successione apostolica
La genealogia episcopale è:
- Cardinale Scipione Rebiba
- Cardinale Giulio Antonio Santori
- Cardinale Girolamo Bernerio, O.P.
- Arcivescovo Galeazzo Sanvitale
- Cardinale Ludovico Ludovisi
- Cardinale Luigi Caetani
- Cardinale Ulderico Carpegna
- Cardinale Paluzzo Paluzzi Altieri degli Albertoni
- Papa Benedetto XIII
- Papa Benedetto XIV
- Papa Clemente XIII
- Cardinale Enrico Benedetto Stuart
- Papa Leone XII
- Cardinale Chiarissimo Falconieri Mellini
- Cardinale Camillo Di Pietro
- Cardinale Mieczysław Halka Ledóchowski
- Cardinale Jan Maurycy Paweł Puzyna de Kosielsko
- Arcivescovo Józef Bilczewski
- Arcivescovo Bolesław Twardowski
- Arcivescovo Eugeniusz Baziak
- Papa Giovanni Paolo II
- Cardinale Carlo Maria Martini, S.I.
- Vescovo Adriano Caprioli

La successione apostolica è:
- Arcivescovo Lorenzo Ghizzoni (2006)

## Araldica
| Stemma | Blasonatura |
| ------ | --- |
|        | Tagliato da una sbarra d'azzurro caricata di tre stelle d'oro di otto punte, il 1º d'oro, a tre fasce ondate d'azzurro; il 2º di rosso, al pane eucaristico d'oro recante il Chrismon dello stesso e spezzati longitudinalmente. |